# Koto Tuo (Batang Peranap)
Koto Tuo is een bestuurslaag in het regentschap Indragiri Hulu van de provincie Riau, Indonesië. Koto Tuo telt 406 inwoners (volkstelling 2010).